# Wadicosa commoventa
Wadicosa commoventa är en spindelart som beskrevs av Alexander A. Zyuzin 1985. Wadicosa commoventa ingår i släktet Wadicosa och familjen vargspindlar.
Artens utbredningsområde är Turkmenistan. Inga underarter finns listade i Catalogue of Life.